# Jean Marie Armand
 (juillet 2025).
Jean-Marie Armand (né vers 1930) est un créateur de mode français, actif durant les années 1960. Ses créations sont typiques du style space-age. Bien qu'il ne soit pas resté dans la lumière médiatique très longtemps, il a été une figure du design avant-gardiste de l’époque, comparable à André Courrèges et Pierre Cardin pour ses propositions stylistiques.

## Formation et débuts

### Nina Ricci (1953-1960)
Jean-Marie Armand commence sa carrière dans la mode en 1953 chez Nina Ricci, où il devient progressivement l'assistant de Jules-François Crahay, créateur belge de renom alors à la tête de la maison. Cette collaboration lui permet de développer et d’affiner son sens des lignes et des structures, des éléments qui deviendront caractéristiques de son propre style. Après sept années passées au sein de cette maison, Armand quitte Nina Ricci en 1960 pour prendre la direction artistique de la maison Madeleine de Rauch.

### Madeleine de Rauch (1960-1961)
En 1960, Jean-Marie Armand est nommé styliste de la maison Madeleine de Rauch, marquant une étape importante dans sa carrière. Sa première collection pour la maison, présentée en janvier 1961, était l’une des plus attendues de la saison, mais reçoit un accueil très mitigé. Jugée trop proche du style Ricci, elle est critiquée pour son manque d'originalité et ne parvient pas à convaincre ni la presse spécialisée ni le public, malgré de fortes attentes. Le journal américain The Atlanta Constitution titre dans son édition du 27 janvier 1961 : « Jean Marie Armand Collection Is Flop At Wednesday Showing in Paris House » (« La collection de Jean-Marie Armand est un échec lors de la présentation du mercredi à Paris »). Plusieurs invités auraient quitté le défilé avant la fin. Selon certains soutiens du jeune styliste, celui-ci n'aurait conçu qu'une partie limitée de la collection, n'ayant pris ses fonctions que peu de temps avant la présentation officielle. À la sortie du défilé, un spectateur aurait déclaré : « Well, what do you expect? He’s married. » (« Que pouviez-vous attendre ? Il est marié. »), suggérant que son hétérosexualité aurait influencé négativement sa créativité. Cette remarque témoigne des stéréotypes alors présents dans le milieu de la haute couture, où l’homosexualité était parfois perçue comme un gage de sensibilité ou de talent artistique.
Après cet échec, il aurait tenté une première fois d'ouvrir sa propre maison de couture en 1962. Le projet n'ayant pas abouti, il rejoint la maison Maggy Rouff, puis d'autres grand nom de la haute couture sans toutefois occuper de poste de responsabilité ou d'influence. En 1964, il quitte le circuit des maisons de haute couture. Désormais seul, avec son épouse, et sans appui ni ressources financières, le couple se consacre à des travaux de couture réalisés de manière informelle, chez des clientes à domicile,.

## La maison Jean-Marie Armand
Un tournant décisif survient lorsqu’une cliente, séduite par leur travail et convaincue de leur potentiel, leur avance trois millions de francs. Le couple rassemble ses économies, loue un local, achète quelques pots de peinture, une vingtaine de chaises de jardin, du tissu, engage trois ouvrières et lance son propre atelier.
À la fin du mois de juillet 1965, Jean-Marie Armand présente sa première collection, composée de vingt modèles. Son style se distingue de la haute couture traditionnelle, jugée alors en perte de vitesse : il propose une « nouvelle couture » fondée sur la rigueur et la pureté des lignes. Toutefois, la presse spécialisée et les acheteurs ne se déplacent pas, estimant qu’« Armand » est un nom inconnu.
Malgré l’indifférence initiale, Jean-Marie Armand persévère. Six mois plus tard, il ouvre sa maison avenue Franklin-Roosevelt à Paris et présente sa collection. Celle-ci comprend une vingtaine de modèles, principalement des tailleurs et des robes-manteaux. Ces pièces se caractérisent par un petit buste droit et carré, sans pinces, qui se prolonge en une jupe évasée, de forme trapézoïdale ou hexagonale, à partir des hanches. La carrure, d’allure normale, est visuellement élargie par des manches légèrement bouffantes. Certaines robes présentent même de petites calottes rembourrées positionnées à l’extrémité de l’épaule,.
Les cols sont rares ; la plupart des encolures sont simplement soulignées par une fine bande droite, légèrement montante sur le devant. Fidèle à une esthétique épurée, Armand n’utilise aucun bouton : les vêtements se ferment au moyen de pressions dissimulées. Les modèles sont réalisés dans des gabardines épaisses aux tonalités douces, incluant des écossais en camaïeu de roses tendres, des verts Nil et des rouges orangés.

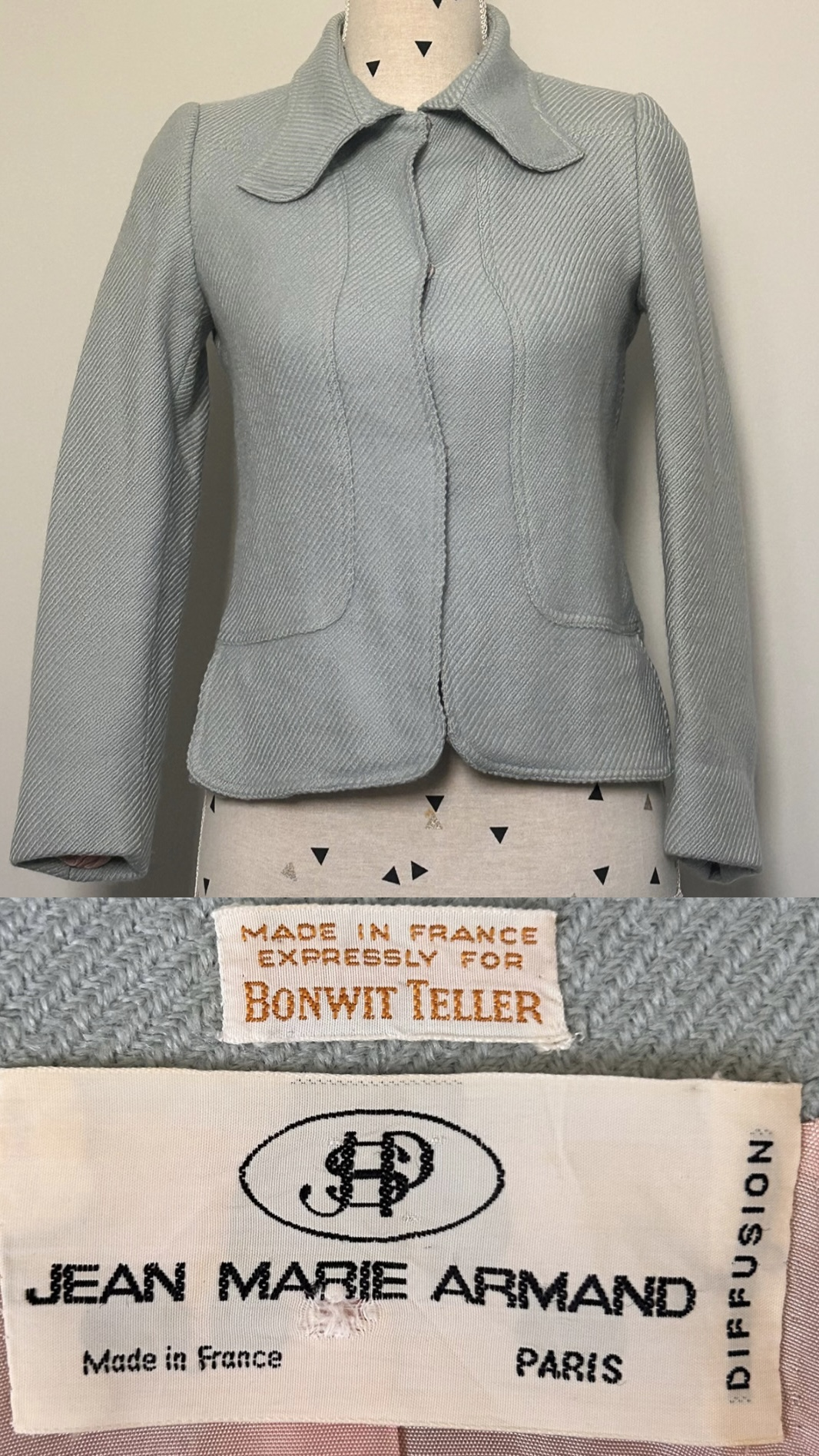
Jean-Marie Armand pour Bonwit Teller, Veste en lainage bleu givré, Fin des années 60, Made in France.

Cette seconde collection, plus affirmée, attire cette fois l’attention du marché américain. Plusieurs grands magasins, parmi lesquels Bergdorf Goodman, Bonwit Teller, Bloomingdale’s et Saks Fifth Avenue, passent commande, tout comme le fabricant Originala. Le lendemain, l’ensemble des modèles est vendu. Un fabricant de chapeaux, séduit par l’une de ses casquettes, en acquiert le modèle pour une production à grande échelle, le reproduisant à un millier d’exemplaires. Ce modèle est ensuite distribué par un grand magasin et deux boutiques de la rive gauche, au prix de 30 francs l’unité.
Au début de l’année 1966, Jean-Marie Armand se voit confier la création de plusieurs costumes pour le film Les Demoiselles de Rochefort de Jacques Demy, sorti en 1967, avec Catherine Deneuve et Françoise Dorléac dans les rôles principaux. Il conçoit notamment deux des tenues emblématiques du film : les robes portées par les actrices lors de la célèbre scène de La Chanson des Jumelles, elles sont également présentes sur l’affiche officielle du long-métrage,.
Après le succès critique de sa deuxième collection, Jean-Marie Armand cherche à asseoir sa légitimité dans le paysage parisien de la haute couture. Pourtant, il se heurte rapidement au conservatisme du milieu. En juin 1966, alors qu’il n’est pas membre de la très sélect Chambre syndicale de la haute couture, il envoie une demande officielle pour que sa maison soit inscrite au calendrier officiel des collections. Mais la réponse de la Chambre syndicale est cinglante : « Nous ne savons pas ce que vous faites », une formule ambiguë qui laisse entendre qu’elle ne souhaite pas le savoir.
Sa troisième collection est présentée le 25 juillet 1966 dans ses nouveaux locaux situés au 22, rue Cognacq-Jay, le défilé est organisé dans un espace au plancher et aux paravents en aluminium. Sa collection comprend comme à son habitude vingt modèles. Pour cette collection, il utilise des couleurs vives et contrastées, telles que le rouge-orangé, le vert pomme fluorescent, associés à des tons plus sobres comme le kaki, le moutarde ou le tabac. Les silhouettes, fidèles au style épuré du couturier, présentent un buste petit, droit et carré, reposant sur une jupe trapézoïdale composée de facettes. Les modèles sont réalisés dans des lainages à la fois souples, légers et d’une épaisseur notable, pouvant atteindre trois millimètres, la production de ses textile est confiée au turinois Nattier.
Sa quatrième collection, présentée pour le printemps-été 1967, Jean-Marie Armand propose des ensembles composés de robes à ampleur dite « en baguette de parapluie », surpiquées et dotées d’une taille haute. Ces robes sont accompagnées de petites vestes ou de boléros aux teintes contrastées, à l’image d’un modèle en gabardine de laine jaune jonquille porté sur une version rayée bayadère noire et blanche du même tissu. Le soir, les mêmes formes sont reprises avec des détails plus ludiques, tels que des collants brodés de marguerites en guipure, assortis à des robes qui se ferment le plus souvent grâce à des systèmes de fermeture invisibles.
Pour la saison automne-hiver 1968-1969, Jean-Marie Armand fonde sa collection sur une coupe rigoureuse et une construction architecturée en « facettes ». Ses créations, taillées dans des gabardines, des flanelles ou encore des satins, adoptent une silhouette originale en forme de « cloche cubique » : elles partent d’épaules menues et s’évasent en larges panneaux jusqu’à un ourlet situé à environ vingt centimètres au-dessus du genou. Cette structure géométrique et nette est adoucie par une palette de couleurs particulièrement tendres ou acidulées, dans des tons de vert, rose, jaune et bleu. Les tissus unis alternent avec des motifs écossais.
Vers 1968, à l’instar de nombreuses maisons de couture de l’époque, la maison Jean-Marie Armand amorce une diversification vers le prêt-à-porter. Cette évolution répond à une demande croissante pour des vêtements plus accessibles, tout en conservant une exigence de style et de qualité. Certains modèles issus de cette ligne "Diffusion" ont d’ailleurs été remarqués à l’international, notamment publiés dans l’édition américaine de Vogue. C'est également à cette période qu'il s'associe à la maison Roger Vivier pour la production de ses modèles de chaussures.
Pour le printemps 1971, il crée des tenues oscillant entre sobriété pop et exubérance psychédélique. Il propose notamment des shorts coordonnés à des blouses inspirées des jeunes pages, portés sous des tailleurs stricts ou associés à des robes et manteaux largement fendus. Les couleurs dominantes de la saison restent l’orange et le marron, mais déclinées dans des gammes plus étendues.
Pour l’hiver 1970-1971, Jean-Marie Armand poursuit ses recherches autour de la structure et du volume, tout en introduisant davantage de mouvement et de fluidité dans ses silhouettes. Fidèle à son esthétique architecturale, il propose des manteaux et robes d’extérieur aux lignes nettes, souvent découpées en facettes géométriques, mais il abandonne progressivement la rigidité des premières collections. Les modèles de cette saison, réalisés dans des lainages souples, se distinguent par des coupes amples et enveloppantes, associées à des détails épurés. Les jupes s’élargissent, les manches s’arrondissent, et les épaules demeurent sobres. Les couleurs : des camaïeux de brun, de beige, et des touches de rouge brique ou de bleu ardoise. Cette saison témoigne d’un tournant dans le style de Jean-Marie Armand, qui cherche à allier rigueur formelle et portabilité moderne, avec l’évolution de la mode féminine au début des années 1970.
Pour l’automne-hiver 1971-1972, Jean-Marie Armand continue de s’adresser à une clientèle jeune, cultivant une silhouette contemporaine. Ses créations sont pensées pour la « minette » moderne, davantage influencée par les tendances observées aux Puces de Saint-Ouen que par les codes traditionnels du faubourg Saint-Honoré. Armand reste fidèle à ses pièces emblématiques : mini-robes (« robettes »), shorts, combinaisons ajustées et petits manteaux aux coupes structurées. Sa palette de couleurs récurrentes orange, beige, marron s’enrichit de tonalités comme un rose tendre, appliqué sur des tissus souples. La collection fait également appel à des matières texturées : gilets en tweed mèche multicolore, écossais variés, daims teintés et fourrures bouclées.
Pour le printemps 1973, Jean-Marie Armand puise son inspiration dans l’univers de Victor Vasarely pour concevoir les dessins et les couleurs de ses tissus, dans un style sportif. Les vestes-chemises sont pensées pour être portées avec des robes, des jupes ou des pantalons, dans un esprit de polyvalence et de décontraction. Le créateur privilégie les cols ouverts, ainsi que les grandes emmanchures qui apportent de l’ampleur à la carrure. Les silhouettes, joyeuses et colorées, sont réalisées dans des toiles à bâche imperméables, adaptées aux intempéries. Armand s’éloigne alors des lignes strictement architecturées qui avaient jusque-là caractérisé son travail, au profit de coupes plus souples et de robes fluides, pensées pour les moments de transition, notamment le crépuscule. Pour les tenues du soir, il s’inspire du costume folklorique des paysannes du Châtelet.
Pour l’automne-hiver 1973, Jean-Marie Armand retourne aux sources de son esthétique : des coupes courtes, des épaules étroites et une taille haute bien marquée. Sa collection décline ces éléments sur des manteaux souples, des blousons et des robes, maintenant ainsi une silhouette dynamique et structurée. Quelques détails insolites viennent moderniser l’ensemble : poches en forme d’entonnoir et larges pattes tenant des ceintures nouées de façon décorative, notamment sur les ensembles de soirée composés de pantalons.
Il n’existe aucune mention officielle de la fermeture de la maison Jean-Marie Armand dans la presse spécialisée, ni d’informations précises sur le devenir du couturier après le milieu des années 1970. Toutefois, il semblerait que la maison ait cessé ses activités autour de 1974. La dernière critique connue de ses collections indique qu’il est resté fidèle à ses propositions autour de la mini-jupe et des silhouettes structurées, à contre-courant de l’esthétique bohème et fluide qui s’impose alors dans la mode du début des années 1970. Ce manque d’adaptation aux nouvelles tendances pourrait avoir contribué au déclin progressif de la maison.

## Postérité
Le Metropolitan Museum of Art conserve deux robes de Jean-Marie Armand, toutes deux emblématiques du style architectural et graphique qu’il développe à la fin des années 1960,.
Le 26 janvier 2023, à l’occasion de la vente aux enchères intitulée « Collection Didier Ludot : Mon défilé secret », une casquette en feutre ivoire crée par Jean-Marie Armand en 1968 a été adjugée 1 312 €. Cette pièce, atteste de la redécouverte récente de son travail par les collectionneurs et les amateurs de mode vintage. La somme atteinte pour cet accessoire confirme l’intérêt croissant pour les créations de couturiers, longtemps restés dans l’ombre des grandes maisons.